# Maciejowiec
Maciejowiec (niem. Nieder-, Ober- Matzdorf) – wieś w Polsce położona w województwie dolnośląskim w powiecie lwóweckim w gminie Lubomierz.

## Położenie
Wieś łańcuchowa położona na wschodnim krańcu Wzgórz Radoniowskich, w dolinie Maciejowickiego Potoku (dorzecze Bobru), około 8 km na południowy wschód od Lubomierza. Zabudowania Maciejowca położone są na wysokości 345–395 m n.p.m.

## Podział administracyjny
W latach 1975–1998 miejscowość administracyjnie należała do województwa jeleniogórskiego.

## Historia
Maciejowiec powstał u stóp Zamkowej Góry, na której wznosił się wczesnośredniowieczny gródek Bobrzan. Jego ślady były ponoć widoczne jeszcze w XIX w. Górna część wsi była niegdyś oddzielną miejscowością o nazwie Drożna (Drossig). W latach 1478–1669 Maciejowiec znajdował się w posiadaniu rodziny von Spiller z Pasiecznika. Jej przedstawiciele wznieśli w północnej części wsi w latach 1627–1648 renesansowy dwór. Duże zniszczenia w Maciejowcu spowodowała wojna trzydziestoletnia i wojny napoleońskie. W 1925 r. liczba mieszkańców wioski wynosiła 453 osoby (w tym 94% ewangelików). Krótko po wojnie (1945–1947) Maciejowiec nosił nazwę Góra.

## Zabytki
Do wojewódzkiego rejestru zabytków wpisane są:
- zespół pałacowy
  - pałac klasycystyczny; w latach 1834–1838 rodzina Dolanów zbudowała nieopodal dworu klasycystyczny dwukondygnacyjny pałac, z obszernym gankiem, z kolumnadą rozplanowaną od strony południowej[6]. Zachowały się stiukowe ozdoby wnętrz. Właścicielką pałacu do 1945 r. była Emma von Kramsta, córka Emmy Pauline von Kramsta[1]
  - park pałacowy założony w latach 30. XIX wieku[6]
  - Mauzoleum w  Maciejowcu rodziny von Kramsta, z lat 1920–1930. Na obrzeżu parku, w pobliżu pałacu, zbudowano niewielkie neorenesansowe mauzoleum, gdzie pochowano Christiana Georga von Kramsta, męża Emmy Pauline von Kramsta, właścicielki pałacu[1]; we wnętrzu przetrwał ozdobny sarkofag[6]
  - kaplica z 1692 roku, obecnie pod wezwaniem Wniebowzięcia Najświętszej Marii Panny[6]
- dwór obronny, z lat 1627–1632[7], przebudowany w roku 1834; powstał prawdopodobnie w wyniku rozbudowania zameczku pochodzącego z 2. połowy XVI w. Po pożarze odbudowano go w 1652 r. Przebudowany na początku XX w. pozostawał nieużytkowany od 1938. Remontowano go w 1958 r. Jest to trzyskrzydłowe założenie z kurtynowym murem od strony południowej, z podcieniami arkadowymi w skrzydłach wschodnim i północnym. W skrzydle wschodnim, od strony dziedzińca, zachował się renesansowy portal. W tym samym skrzydle, na pierwszym piętrze, można zobaczyć fragmenty drewnianego malowanego stropu. Również w murze kurtynowym umieszczono portal ozdobiony tarczami herbowymi. Całość wraz z przyległymi zabudowaniami stanowi przykład renesansowej architektury, jeden z wielu na Dolnym Śląsku.

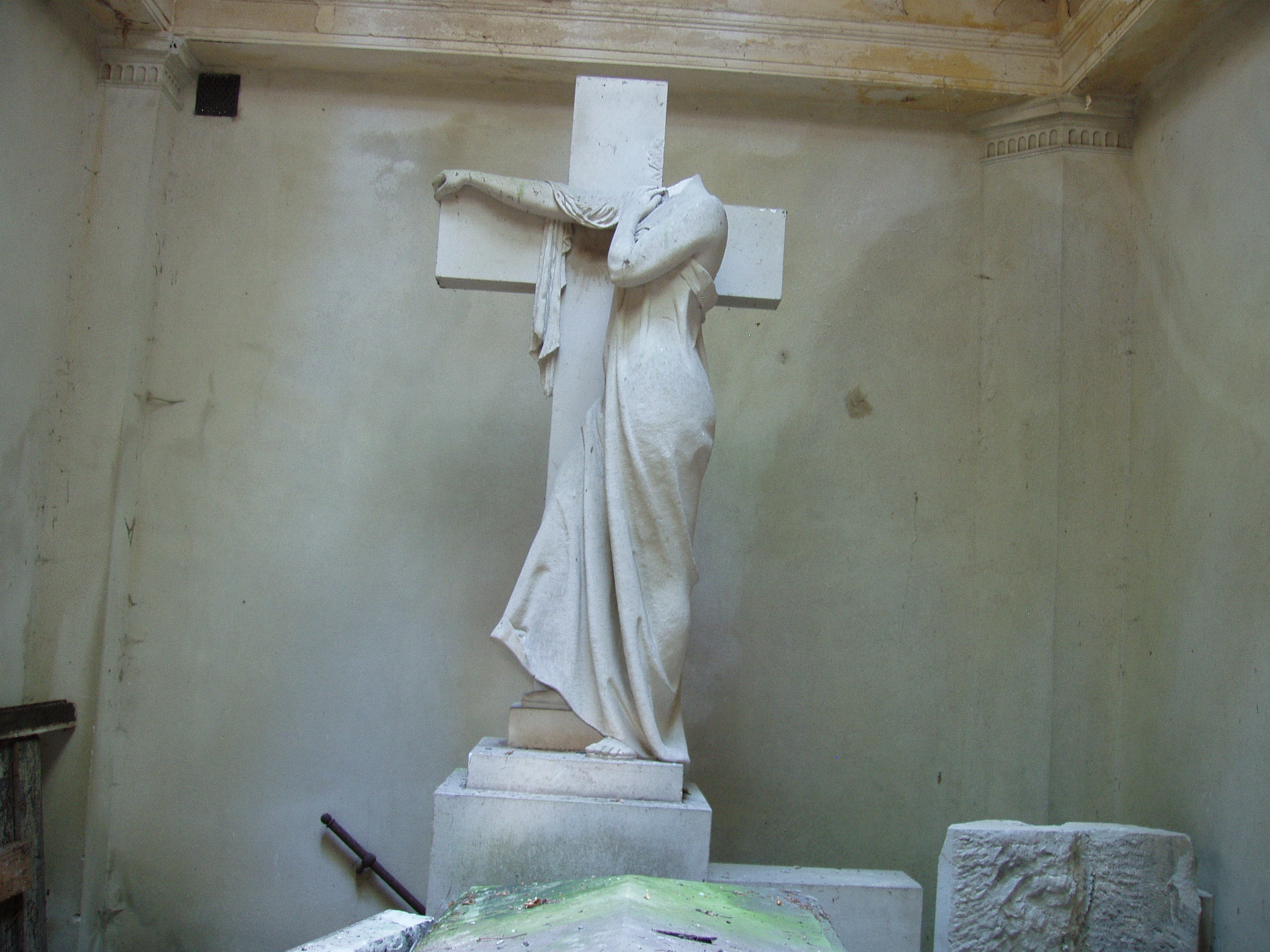
Mauzoleum w  Maciejowcu
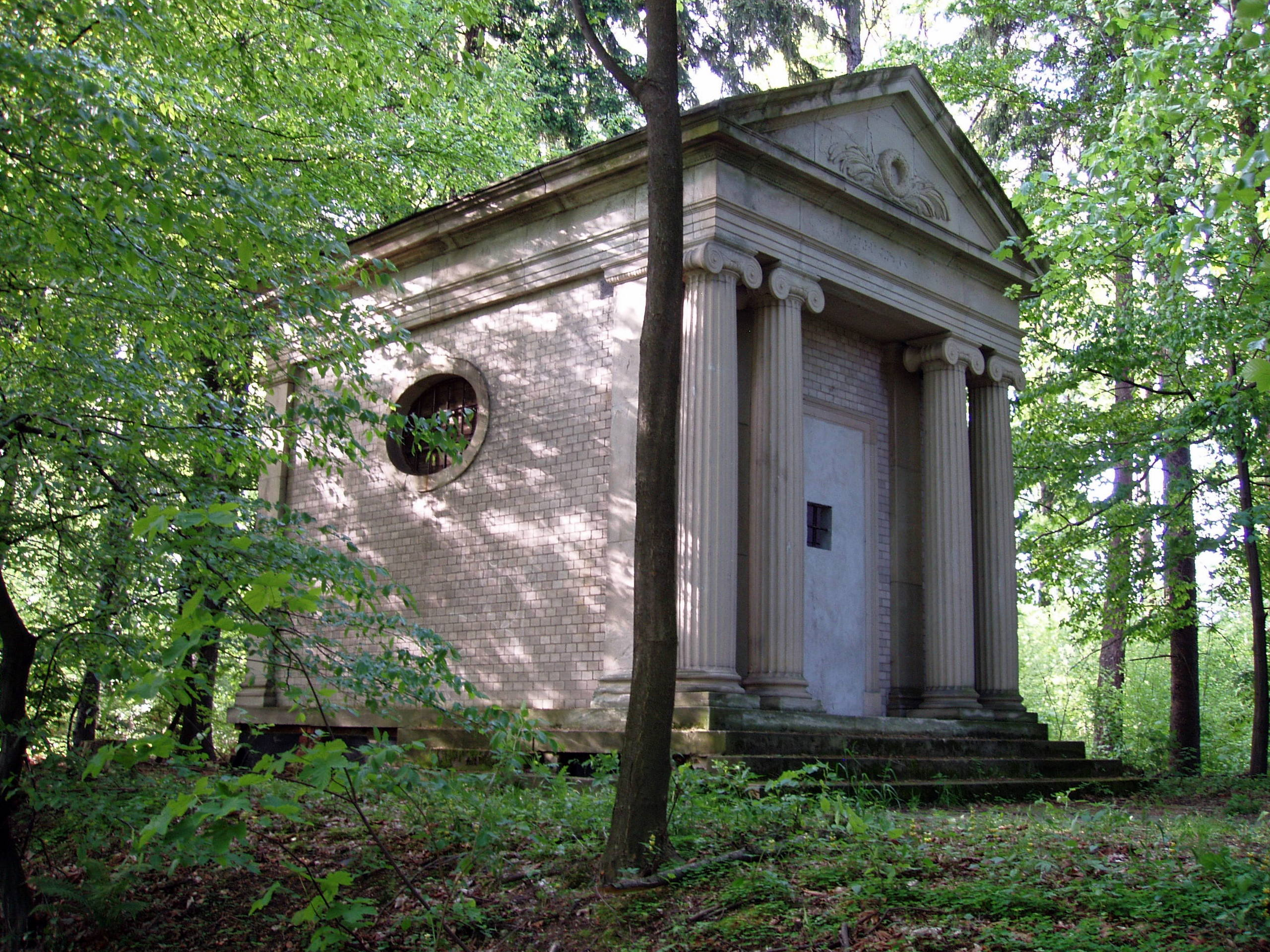
Mauzoleum w  Maciejowcu
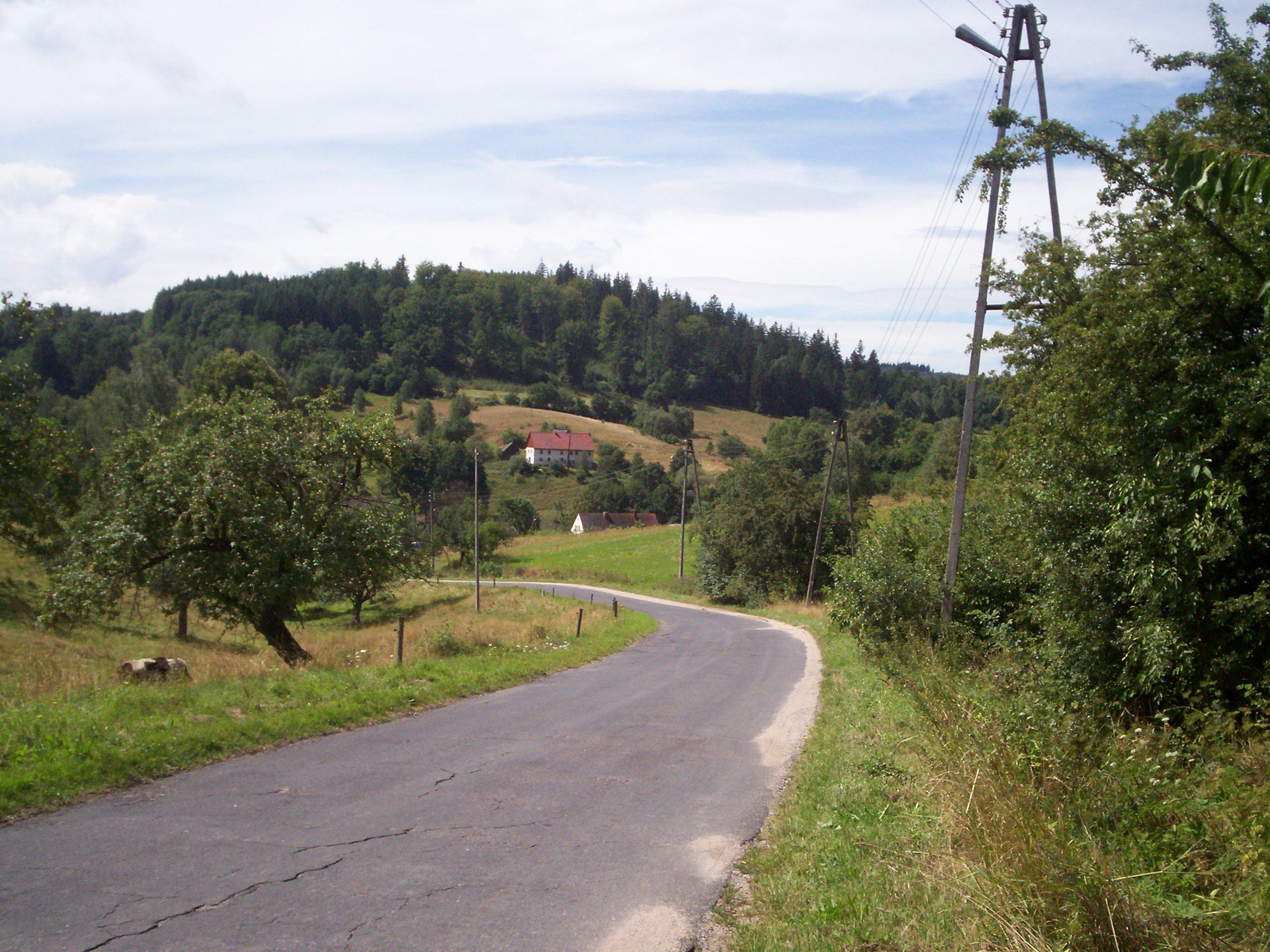
Wieś Maciejowiec